# Exo Earth Imager
Der Exo Earth Imager (kurz EEI) ist ein 1999 veröffentlichtes Konzept eines gigantischen Weltraumteleskops des französischen Astronomen Antoine Labeyrie vom Observatoire de Haute-Provence.

## Konzept
Das Weltraumteleskop soll so konzipiert sein, dass sogar erdnahe erdähnliche Exoplaneten direkt anvisiert werden können und dortige Einzelheiten der Oberflächen in der Größe z. B. des Amazonasbeckens sichtbar sind. Dazu wäre ein Spiegeldurchmesser von einigen hundert Kilometer nötig.
Ein kleinerer Entwurf von 2006 schlägt ein Riesenteleskop vor, das aus 150 kleineren Spiegelelementen besteht, die jeweils 3 Meter Durchmesser haben und zu einem gigantischen Spiegel verschmelzen. Im Weltraum zusammengesetzt, würden diese eine Fläche von 8000 Quadratkilometern abdecken. Voraussetzung für die Funktion eines so zusammengesetzten Weltraumteleskops wäre die sehr exakte Ausrichtung aller Teilspiegel zueinander. Alle einzelnen kleinen Teleskope sollen die Erde in drei verschiedenen, konzentrischen Bahnen umrunden.